# Conus vidua
Conus vidua is een in zee levende slakkensoort uit het geslacht Conus. De slak behoort tot de familie Conidae. Conus vidua werd in 1843 beschreven door Reeve. Net zoals alle soorten binnen het geslacht Conus zijn deze slakken roofzuchtig en giftig. Zij bezitten een harpoenachtige structuur waarmee ze hun prooi kunnen steken en verlammen.